# Les Déracinés (roman)
Pour les articles homonymes, voir Les Déracinés.
Les Déracinés est un roman de Maurice Barrès, paru en 1897. Il prend place dans la trilogie que Barrès nomma Le Roman de l'énergie nationale.

## Résumé
Le récit débute à Nancy, par la rencontre entre sept élèves d'un lycée de province aux tempéraments bien différents, et leur maître de philosophie, Paul Bouteiller, jeune normalien admirateur de Kant et dévoué au parti radical, qui exerce sur eux une fascination croissante. Par son activisme politique (il agit en province pour le compte de Gambetta), Bouteiller obtient un poste d'enseignant dans un grand lycée de Paris, symbole de la réussite républicaine et sociale de l'époque selon Barrès. Dans une scène d'anthologie, il organise une parodie de vote parmi ses élèves sur la question de sa démission à Nancy. Enfin, il invite ceux d'entre ses élèves qui se rendraient quelque jour à Paris, à passer le voir : « Je vais vous quitter, la vie ne nous séparera pas ; je ne perdrai de vue aucun de vous ; je vous suivrai dans les carrières diverses où vous appelleront vos dons naturels, vos justes ambitions, et le choix des autorités légitimes. Vous cessez d'être mes élèves, vous devenez mes amis. Toujours je serai heureux si l'un de vous monte mon escalier. »
Les sept élèves montent à Paris et tentent de réaliser leurs ambitions. Dans un contexte nationaliste et revanchard, ils représentent alors le parcours d'une jeunesse de province dans une république encore hésitante, entre relations amoureuses, désir d'ascension sociale et compromission politique. Les rêves des uns se confrontent à une réalité sinistre, les plus avisés se constituent peu à peu un réseau d'influence sans perdre leurs attaches provinciales.

## Contexte d'écriture
L'année de la publication des Déracinés, Maurice Barrès est battu aux élections législatives à Neuilly[réf. nécessaire]. Il dirige le journal La Cocarde depuis 1893, journal qui se veut d'abord d'opposition républicaine mais qui finalement sera le creuset d'un nationalisme post-boulangiste.

## Les Déracinésdans l'œuvre de Maurice Barrès
Les Déracinés est le premier tome d'une trilogie que Barrès nommera plus tard Le Roman de l'énergie nationale, composé ensuite d'un texte basée sur la chronique et le témoignage : L'Appel au soldat, et de Leurs Figures, un volume aux allures de documentaire qui s'immisce dans les coulisses de l'Assemblée nationale et du pouvoir lors du scandale de Panama.
Dans l'œuvre de Barrès, Les Déracinés peut être considéré comme le prolongement de son premier cycle romanesque, Le Culte du Moi. En effet, Les Déracinés raconte la création d'un Moi-Individu qui, pour se défendre et s'affirmer contre tout ce qui n'est pas Soi, évolue vers un Moi-Nation, expression politique de ce Moi-Individu. Ainsi Barrès entend par « Nation » la culture et l'examen du Moi, pour conclure avec l'affirmation suivante : « Chaque individu possède la puissance de revivre dans ses courtes années tous les battements dont fut agité le cœur de sa race. ».
Mais Les Déracinés développe et prolonge Le Culte du Moi en introduisant les notions de « la terre » et des « morts ». Ainsi la vénération de ses ancêtres et de la terre mène à l'affirmation de soi comme appartenant à un pays (la terre) et à une lignée (au sang de ses ancêtres), donc à un État-nation.